# V. P. Menon
Vappala Pangunni Menon, kurz V. P. Menon (Malayalam വി.പി. മേനോൻ; * 3. September 1894 Ottapalam, Kerala; † 1. Januar 1966 in Jabalpur, Madhya Pradesh) war ein indischer Beamter in der Verwaltung Britisch-Indiens (Indian Civil Service) und gemeinsam mit dem Politiker Vallabhbhai Patel im Jahre 1947 Organisator des Übergangs der fast 600 indischen Fürstenstaaten (Native States, Princely States) in den neu gebildeten indischen Staat.

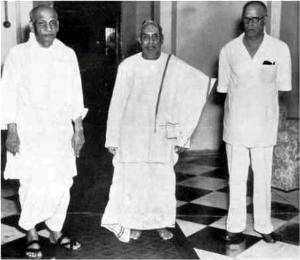
Menon (rechts) mit „Sardar“ Patel (links) und dem Maharadscha von Cochin (Mitte).

## Lebenslauf

### Herkunft und erste Jahre
V. P. Menon wurde am 3. September 1894 in Ottappalam im heutigen Distrikt Palakkad des Bundesstaates Kerala geboren. Er war der Sohn eines Lehrers aus der Kaste der Menon, einer Unterkaste der Nayar, die traditionell zahlreiche Verwaltungsbeamte, Schreiber und Staatsdiener stellt.
Seine Karriere begann eher unkonventionell. Nach dem High-School-Abschluss lief Menon den Eltern davon, um dem College zu entgehen. Er arbeitete eine Zeitlang in einer Tabakfirma in Bangalore und als Contractor auf den Goldfeldern von Kolar; vom Misserfolg ernüchtert, wurde er jedoch bald Lehrer in Bhopal, ehe er in Simla Kontakt zum Superintendent des Home Department, dem Innenministerium der indischen Regierung, Ananta, bekam, einem wie er Malayalam sprechenden Landsmann aus Kerala, dessen Nichte (anschließend dessen Witwe) er später heiratete.

### Laufbahn bis zur Unabhängigkeit Indiens
Ananta brachte Menon 1914 im Home Department von Britisch-Indien unter, das seit 1917 (Montagu-Chelmsford-Reformen) für die Verfassungsreformen zuständig war, die den Indern mehr konstitutionelle Rechte gewährten und am 15. August 1947 schließlich in die Unabhängigkeit mündeten. Menon nahm 1930 als Experte mit dem Titel Rao Bahadur am Reforms Office teil und war Mitglied der Sekretärsrunde für die zweite Indian Round Table Conference 1931 in London. Er wurde 1933 Assistant Secretary, 1934 Undersecretary und 1936 Deputy Secretary unter dem Vorsitz des "Reforms Office"-Kommissars, Sir Hawthorne Lewis, bis der Ausbruch des Zweiten Weltkriegs das Ende der bisherigen Verfassungsbemühungen mit sich brachte. Das Reforms Office wurde nun direkt dem britischen Generalgouverneur unterstellt, wo Menon als Verantwortlicher Kommissar (seit 1942) den drei letzten Generalgouverneuren und Vizekönigen von Indien, Lord Linlithgow, Lord Wavell und Lord Mountbatten, in einer Schlüsselposition als Ratgeber (Constitutional Adviser) bei der Teilung des Landes in Pakistan und Indien und beim Übergang der Macht in indische Hände (Transfer of Power), vor allem bei der Integration der Fürstenstaaten, tätig war.

### Aufteilung des Landes, Integration der Fürstenstaaten 1947
Nach der erfolglosen Simla-Konferenz zwischen Gandhi und Muhammad Ali Jinnah (1945), dem Cabinet's Mission Proposal und nach der Entstehung des Interim Government unter Jawaharlal Nehru wuchs Menon bei der künftigen Gestaltung des Transfer of power eine unverzichtbare Rolle zu. Auf Mountbattens Bitte hin, der ihn außerordentlich schätzte, wurde Menon 1947 zugleich die rechte Hand (Aide) des „Iron Man of India“, des späteren Stellvertretenden Ministerpräsidenten (Deputy Prime Minister) Vallabhbhai "Sardar" Patel, des Parteichefs der Kongresspartei Nehrus und Gandhis. Patel als Chef des States Departement, der Nachfolgeorganisation des Political Department der Briten, gab Menon in enger Abstimmung mit dem Kabinett politische Rückendeckung und weitgehend freie Hand bei der Umsetzung seiner Vorstellungen. Menon wurde damit zur treibenden Kraft des Übergangs.
Als Sekretär des zweigeteilten States Department – für die indische Seite waren Patel und Menon tätig, für die pakistanische Abdur Rab Nishtar sowie dessen Adjutant – entwickelte Menon den Plan für einen frühzeitigen Übergang der Macht an zwei Zentralregierungen mit Dominionstatus sowie ein Instrument zur Integration der fast 600 indischen Fürstenstaaten.
Nachdem feststand, dass es mit Pakistan einen eigenen Staat für die indischen Muslime geben werde, entwarf Menon in Kenntnis der ergebnislosen Verfassungsreformen der 1930er Jahre für die fast 600 indischen Fürstenstaaten ein bewusst einfach gehaltenes Vertragsformular (Instrument of Accession), das den skeptischen, auf ihre Unabhängigkeit und Privilegien pochenden Fürsten den Anschluss an den noch zu bildenden indischen Einheitsstaat ermöglichte. Dennoch sah er in dem Neuanfang auch eine große Chance: „we would be writing on a clean slate, unhampered by treaties“.
Die Tätigkeit der neu zu gründenden Zentralregierung wurden von Menon dabei auf die drei Bereiche Verteidigung, Außenpolitik und Kommunikation (Post, Straßen, Telefonie) reduziert, Finanzen und Innenpolitik blieben ausgeklammert. Es gelang ihm, in Zusammenwirken mit dem Vizekönig, Lord Mountbatten, sowie den Kongresspolitikern Patel und Nehru das Vertrauen der Fürsten zu gewinnen und sie für den Anschluss an Indien zu erwärmen, obwohl Pakistan nicht nur bedeutende, weiter gehende Konzessionen anbot, sondern grundsätzlich für die volle Souveränität und Unabhängigkeit der 562 Fürstenstaaten eintrat. „Der Plan war so einfach und geradeheraus, dass innerhalb von drei Wochen … praktisch alle betroffenen Staaten unterschrieben“. Die drohende Gefahr einer Balkanisierung Indiens war damit gebannt.

Die Staaten Hyderabad und Junagadh konnten erst durch Polizeiaktionen von der Aussichtslosigkeit einer eigenen Staatsgründung überzeugt werden. Dagegen misslang die Integration Kaschmirs trotz des persönlichen Einsatzes von Lord Mountbatten und Menon; als Folge bildet Kaschmir bis heute einen Brennpunkt der Weltpolitik.

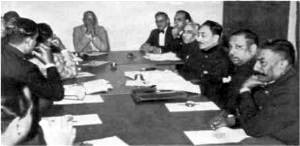
V.P. Menon (am Tischende) mit den Herrschern der größeren Fürstenstaaten

Die Durchschlagskraft von Menons Beitrittsplan, sein Takt und seine Fachkenntnisse, sein Fleiß und Einsatz ermöglichten in der kritischen Übergangsphase zur Unabhängigkeit in den Jahren 1946–47 die fast gewaltlose und rasche Integration der indischen Fürstenstaaten in das neu zu schaffende Indien maßgeblich.

1946 wurde Menon in Anerkennung seiner Verdienste in den britischen [!] Companion of the Star of India (CSI) aufgenommen, 1948 wurde er Knight Commander (KCSI) des Ordens. Eine indische Auszeichnung erhielt Menon für seine Leistungen dagegen nicht.

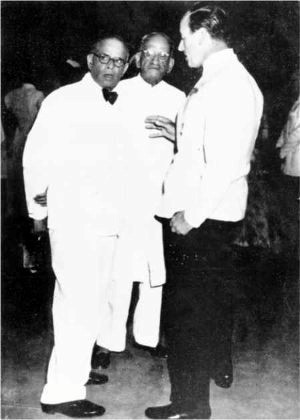
Menon, Ayyangar und Lord Mountbatten diskutieren die Hyderabad-Frage 1948

### Spätere Jahre
Nach der Unabhängigkeit wurde V. P. Menon Kabinettssekretär und in den Jahren 1947–1951 Sekretär des neu geschaffenen Ministry of States (Ministerium der indischen Staaten) unter Patel, anschließend 1951 Gouverneur von Orissa, dann Mitglied der Finanzkommission. Nach dem Tod Patels im Jahr 1950 hatte sich das Verhältnis zu Nehru verhärtet, der, anders als Patel, den früheren Angehörigen des britischen Indian Civil Service (ICS) misstraute, die zwar für ihre Fachkompetenz und Effektivität berühmt waren, aber als politisch unzuverlässig galten, hatten sie doch im Auftrag der Briten Mitglieder des Kongresses mehrfach und noch während der Kriegsjahre ins Gefängnis gesteckt, so auch Patel, der das aber nicht persönlich nachtrug; Menon zog sich daher aus dem von Patel neu formierten Indian Administrative Service (IAS) zurück und wurde im März 1952 vorzeitig in den Ruhestand versetzt, den er in Bangalore verbrachte.
Als Verpflichtung gegenüber seinem verstorbenen Lehrmeister „Sardar“ Patel verfasste Menon zwei Bücher über den Ablauf und die Ereignisse, die zur Unabhängigkeit und Teilung des Landes führten, „two masterly first-hand historical documents“ (Christie S. 749), ferner 1965 eine kurz gefasste Geschichte der indischen Verfassung.
Aufgrund seiner bescheidenen, freimütigen Art hatte Menon zahlreiche Freunde und wenige Feinde. Obwohl indischer Patriot, war er Freund und Bewunderer der Briten und ihrer Einrichtungen, ohne deswegen in einen Loyalitätskonflikt zu geraten. Für eine weitere Karriere fehlte ihm der politische Stallgeruch, zudem war er – auch darin seinem Mentor Patel ähnlich – kein Freund der unter Nehru verfolgten Sozialisierung, zentralen Planung, Verstaatlichung und Bündnisfreiheit („Dritter Weg“). Dementsprechend schloss er sich der 1959 gegründeten liberal-konservativen Swatantra-Partei an, die mit Unterstützung durch Industrie und Fürsten ein Gegenprogramm zu Nehrus Politik verfolgte und damit zeitweise auch Wahlerfolge errang.
Die 1925 geschlossene Ehe mit der Nichte seines früheren Gönners Ananta, aus der zwei Söhne hervorgingen, wurde geschieden; zu seiner zweiten Frau nahm er 1941 Anantas Witwe, die seine Kinder gemeinsam mit ihrer eigenen Tochter großgezogen hatte.

## Anekdoten
- „Der inzwischen verstorbene Maharadscha Hanwant Singh von Jodhpur erwies sich als zäher Brocken… Schließlich unterzeichnete er den Anschlussvertrag. Ein paar Minuten später – Lord Mountbatten hatte den Raum gerade verlassen – zog er jedoch einen Revolver aus der Tasche, zielte auf mich und sagte: 'Ich pfeife auf Ihr Diktat!' Ich sagte ihm, er beginge einen großen Fehler, wenn er meinte, mit einem Mord an mir den Anschluss rückgängig machen zu können; 'machen Sie kein Theater', ermahnte ich ihn. Da kam Lord Mountbatten zurück, und ich erzählte ihm, was vorgefallen war. Er nahm es auf die leichte Schulter und machte einen Witz. Da wurde der Maharadscha sofort wieder ganz normal, und wir verließen den Raum gemeinsam. Ich brachte ihn zu seiner Residenz und ging dann nach Hause. Wir haben später zusammen oft über diese Episode gelacht“; Menon, Integration S. 117

- „Während das Verhandlungskomitee der Fürsten mit dem Vertrag beschäftigt war, gelang es der Hindustan Times, eine Kopie zu bekommen und zu veröffentlichen. Als ich Sardar [Patel] am Morgen sah, meinte er: "Menon, jetzt, wo schon die Hindustan Times ein Exemplar hat, könnte ich doch auch einmal eine Kopie sehen?" Da ich ihm zweimal täglich über die Vorgänge des Tages Bericht erstattete, war ich ziemlich verwirrt. Sardar lächelte und meinte, es sei nur ein Spaß gewesen. Er hatte sich nämlich den Sinn für Humor bewahrt, was bei einem Mann in seiner Position und bei seiner Verantwortung nicht hoch genug zu veranschlagen ist“; Menon, Integration S. 111